# Keita Takahashi
Keita Takahashi är speldesigner från Japan, har bland annat skapat Katamari Damacy, We ♥ Katamari samt Nobi Nobi Boy.

## Ludografi
- Katamari Damacy (2004, Playstation 2)
- We ♥ Katamari (2005, Playstation 2)
- Nobi Nobi Boy (2009, Playstation 3)